# 克拉西伊夫
49°3′42″N 25°1′49″E / 49.06167°N 25.03028°E
克拉西伊夫（羅馬化：Krasiiv）是位於烏克蘭西部特諾皮爾州喬爾特基夫區的村莊，始建於1464年，面積2.97平方公里，2001年人口818，人口密度每平方公里275.7人。